# 西宁碘泡虫
西宁碘泡虫（学名：Myxobolus xiningensis）为碘泡科碘泡虫属的动物。在中国，分布于青海等，营寄生生活，寄生在青海湖裸鲤的皮肤、鳍。